# Aenigmabracon capdoliensis
Aenigmabracon
Genre
Espèce
Aenigmabracon capdoliensis, unique représentant du genre Aenigmabracon, est une espèce fossile d'hyménoptères de la famille des Braconidae ayant vécu au Crétacé. Elle a été trouvée à Cadeuil en Charente-Maritime.

## Systématique
Le genre Aenigmabracon et l'espèce Aenigmabracon capdoliensis ont été décrits en 2009 par Vincent Perrichot (d), André Nel & Donald L. J. Quicke (d).

### Étymologie
Le nom générique, Aenigmabracon, est la combinaison du latin aenigma, « énigme », et du genre Bracon et fait référence « à l'énigmatique puzzle de caractères présenté par le spécimen ».
L'épithète spécifique, composée de capdoli[um] et du suffixe latin -ensis, « qui vit dans, qui habite », lui a été donnée en référence à sa localité type, Cadeuil (Capdolium en latin). 

### Publication originale
- (en) Vincent Perrichot, André Nel et Donald L. J. Quicke, New braconid wasps from French Cretaceous amber (Hymenoptera, Braconidae): synonymization with Eoichneumonidae and implications for the phylogeny of Ichneumonoidea, vol. 38, coll. « Zoologica scripta », 2009, 79–88 p. (DOI 10.1111/j.1463-6409.2008.00358.x, lire en ligne).